# Siena Calcio Femminile 2011-2012
Questa voce raccoglie le informazioni riguardanti l'Associazione Sportiva Dilettantistica Siena Calcio Femminile nelle competizioni ufficiali della stagione 2011-2012.

## Stagione
La stagione 2011-2012 è stata la terza stagione consecutiva in Serie A2 del Siena Calcio Femminile, nuovamente conclusa con la promozione nella categoria superiore. L'allenatore è stato sino alla 22ª giornata, Oliviero Montanelli, che dopo una striscia di tre sconfitte consecutive, ha rassegnato le dimissioni. Giacomo Migliorini, padre dell'attaccante Jessica, ha seduto in panchina per le restanti cinque giornate di campionato (comprensive del recupero delle 21ª, non disputata per la morte di Piermario Morosini) e per le due gare dei play-off, che hanno visto il Siena trionfare su società del calibro di Fiammamonza e Res Roma.
In campionato il Siena parte con un 5-0 a La Spezia, nel quale va a segno, all'esordio assoluto in Serie A2, la giovanissima Arianna Acuti, 14 anni. Anche l'esordio casalingo è più che convincente, con le bianconere che all'impianto sportivo di Ponte d'Arbia sconfiggono sempre per 5-0 |l'Olimpia Vignola. Ma, alla terza giornata, arriva la prima battuta di arresto a Foligno, con le bianconere ad inseguire il Grifo Perugia. Il Siena inanella una serie di cinque successi, compreso quello contro la Molassana Boero, terza in classifica, raggiunto all'ultimo minuto di recupero, per poi essere nuovamente fermato, sempre in trasferta, dalla Sestrese. Altri due successi fungono da buon viatico per lo scontro diretto della 12ª giornata contro il Grifo Perugia, disputato al campo sportivo di Uopini. Il Siena va subito avanti, poi sotto 3-1, infine rimonta sino al 3-3 finale. La gara successiva, sul campo dell'Imolese che nel frattempo si è portata al terzo posto, viene vinta con un gol di Eleonora Ricci. Al giro di boa, dunque, il Siena è secondo dietro al Grifo Perugia.
Il girone di ritorno si apre, così come si era aperto quello di andata, con due successi, cui stavolta il Siena dà seguito vincendo anche con Foligno ed Imola. Subito dopo, il Siena perde per squalifica Jessica Migliorini ed Eleonora Ricci proprio per lo scontro in casa della Molassana, ora di nuovo terza, vinta dalle liguri. Perde anche le due successive gare a spese di Scalese e Cagliari, che spingono Montanelli a rassegnare le proprie dimissioni. La scelta della dirigenza ricade su Giacomo Migliorini. Con quest'ultimo in panchina, il Siena ha una parziale ripresa, e vince i tre appuntamenti che lo separano dal big match a Perugia, una partita dove oramai la squadra di casa può festeggiare la storica promozione in Serie A e che termina 3-1 per le umbre. Il Siena ha dunque all'ultima giornata 3 punti di vantaggio sulla Molassana e termina il campionato con un pareggio per 1-1 contro l'Imolese, grazie alla rete realizzata da capitan Fambrini. Il Perugia domina il campionato con 74 punti sui 78 disponibili, 6 in più del Siena che chiude comunque secondo a quota 58, frutto di 18 successi, 4 pareggi e 4 sconfitte. 83 le reti segnate, di cui 39 valgono a Jessica Migliorini il titolo di capocannoniere di tutta la Serie A2, 27 quelle subite, che consegnano al Siena la seconda miglior difesa assieme alla Molassana ed il secondo miglior attacco del girone.
Il Siena giunge così ai play-off con le seconde classificate dei 4 gironi: Fiammamonza, Südtirol Vintl Damen e Res Roma. Per Siena-Res Roma, la Federazione ha scelto il campo neutro di Deruta: la gara si disputa sotto un caldo torrido, davanti a circa 200 persone, e si protrae fino ai tempi supplementari, dove il Siena passa in vantaggio con Marraccini, per poi essere raggiunta sul pari dalla rete di Erika Villani. Ai tiri di rigore si va a oltranza finché all'undicesimo rigore Giulia Colini della Res Roma colpisce la traversa, mentre il portiere del Siena, Valeria Mazzola, realizza e manda il Siena in finale. La finalissima contro la Fiammamonza si disputa a Sarzana, davanti a oltre 400 persone. Il Siena vince per 1-0 grazie alla rete realizzata da Jessica Migliorini e conquista la promozione in serie A.
In Coppa Italia il Siena disputa una sola partita contro il Firenze, squadra militante in serie A, perdendo per 1-2 per la rete realizzata da Alia Guagni all'ultimo minuto di recupero.

## Divise e sponsor
La stagione 2011-2012 è l'ultima disputata dal Siena femminile con il main sponsor Monte dei Paschi, e riceve una fornitura di maglie Robe di Kappa dal Siena calcio. La divisa casalinga presenta la classica maglia a righe bianco-nere, pantaloncini e calzettoni neri. Quella da trasferta è rossa con una banda bianconera sul lato destro, mentre la terza è interamente bianca.
| Casa | Trasferta | Terza Divisa |

## Rosa
| N. |                   | Ruolo | Calciatrice        |
| -- | ----------------- | ----- | ------------------ |
|    | Italia (bandiera) | P     | Valeria Mazzola    |
|    | Italia (bandiera) | P     | Rachele Baldi      |
|    | Italia (bandiera) | P     | Lucrezia De Risi   |
|    | Italia (bandiera) | D     | Giada Di Camillo   |
|    | Italia (bandiera) | D     | Martina Pitzus     |
| 5  | Italia (bandiera) | D     | Gloria Frizza      |
|    | Italia (bandiera) | D     | Chiara Ballotti    |
|    | Italia (bandiera) | D     | Elena Picciafuochi |
|    | Italia (bandiera) | D     | Elvira d'Ippolito  |
|    | Italia (bandiera) | D     | Maria Auletta      |
|    | Italia (bandiera) | D     | Vittoria De Risi   |

| N. |                   | Ruolo | Calciatrice                   |
| -- | ----------------- | ----- | ----------------------------- |
|    | Italia (bandiera) | C     | Jessica Marraccini            |
|    | Italia (bandiera) | C     | Serena Ceci                   |
|    | Italia (bandiera) | C     | Eleonora Ricci                |
|    | Italia (bandiera) | C     | Irene Mazzella                |
|    | Italia (bandiera) | C     | Giulia Di Camillo             |
|    | Italia (bandiera) | C     | Serena Patu                   |
|    | Italia (bandiera) | C     | Jessica Maria Prazza          |
|    | Italia (bandiera) | A     | Ilaria Presentini             |
| 10 | Italia (bandiera) | A     | Valentina Fambrini (Capitano) |
| 11 | Italia (bandiera) | A     | Jessica Migliorini            |
|    | Italia (bandiera) | A     | Arianna Acuti                 |

## Risultati

### Serie A2

#### Girone di andata
| La Spezia 9 ottobre 2011, ore 15:00 CEST 1ª giornata                                      | Spezia    | 0 – 5 referto                                           | Siena |  |
| \| \| \| \| \| \| Marcatori \| 46’ Frizza 53’ Migliorini 66’ Acuti 72’ Ceci 90’ Frizza \| |           |                                                         |       |  |
|                                                                                           |           |                                                         |       |  |
|                                                                                           | Marcatori | 46’ Frizza 53’ Migliorini 66’ Acuti 72’ Ceci 90’ Frizza |       |  |

| Ponte d'Arbia 16 ottobre 2011, ore 15:00 CEST 2ª giornata                                       | Siena     | 5 – 0 referto | Olimpia Vignola |  |
| \| \| \| \| \| Frizza 8’ Migliorini 14’ Patu 38’ Migliorini 80’ Ballotti 89’ \| Marcatori \| \| |           |               |                 |  |
|                                                                                                 |           |               |                 |  |
| Frizza 8’ Migliorini 14’ Patu 38’ Migliorini 80’ Ballotti 89’                                   | Marcatori |               |                 |  |

| Foligno 30 ottobre 2011, ore 15:00 CEST 3ª giornata          | Foligno   | 1 – 1 referto | Siena |  |
| \| \| \| \| \| Lupatelli 20'’ \| Marcatori \| 2’ Ballotti \| |           |               |       |  |
|                                                              |           |               |       |  |
| Lupatelli 20'’                                               | Marcatori | 2’ Ballotti   |       |  |

| Siena 6 novembre 2011, ore 15:00 CEST 4ª giornata                                             | Siena     | 7 – 0 referto | Olimpia Forlì |  |
| \| \| \| \| \| Ballotti 7’ Migliorini 47’ Patu 57’ Frizza 83’ Fambrini 90’ \| Marcatori \| \| |           |               |               |  |
|                                                                                               |           |               |               |  |
| Ballotti 7’ Migliorini 47’ Patu 57’ Frizza 83’ Fambrini 90’                                   | Marcatori |               |               |  |

| Imola 13 novembre 2011, ore 15:00 CEST 5ª giornata                        | Packcenter Imola | 1 – 4 referto              | Siena |  |
| \| \| \| \| \| Mazzanti 93’ \| Marcatori \| 21’ 33’ 35’ 80’ Migliorini \| |                  |                            |       |  |
|                                                                           |                  |                            |       |  |
| Mazzanti 93’                                                              | Marcatori        | 21’ 33’ 35’ 80’ Migliorini |       |  |

| Monteroni d'Arbia 20 novembre 2011, ore 14:30 CEST 6ª giornata                     | Siena     | 3 – 2 referto                     | Molassana Boero |  |
| \| \| \| \| \| Migliorini 92’ \| Marcatori \| 18’ Sardeli 88'’ (rig.) Coppolino \| |           |                                   |                 |  |
|                                                                                    |           |                                   |                 |  |
| Migliorini 92’                                                                     | Marcatori | 18’ Sardeli 88'’ (rig.) Coppolino |                 |  |

| La Scala 27 novembre 2011, ore 14:30 CEST 7ª giornata            | Scalese   | 0 – 2 referto                  | Siena |  |
| \| \| \| \| \| \| Marcatori \| 23’ Ceci 94’ (rig.) Migliorini \| |           |                                |       |  |
|                                                                  |           |                                |       |  |
|                                                                  | Marcatori | 23’ Ceci 94’ (rig.) Migliorini |       |  |

| Uopini 4 dicembre 2011, ore 14:30 CEST 8ª giornata | Siena     | 3 – 0 referto | Cagliari |  |
| \| \| \| \| \| Migliorini 47’ \| Marcatori \| \|   |           |               |          |  |
|                                                    |           |               |          |  |
| Migliorini 47’                                     | Marcatori |               |          |  |

| Sestri Levante 11 dicembre 2011, ore 14:30 CEST 9ª giornata                         | Sestrese  | 2 – 2                     | Siena |  |
| \| \| \| \| \| Galliano 15’ Merler 43’ \| Marcatori \| 11’ 54’ (rig.) Migliorini \| |           |                           |       |  |
|                                                                                     |           |                           |       |  |
| Galliano 15’ Merler 43’                                                             | Marcatori | 11’ 54’ (rig.) Migliorini |       |  |

| Uopini 8 gennaio 2012, ore 14:30 CEST 10ª giornata      | Siena     | 3 – 0 referto | Villacidro Villgomme |  |
| \| \| \| \| \| Migliorini 61’ (rig.) \| Marcatori \| \| |           |               |                      |  |
|                                                         |           |               |                      |  |
| Migliorini 61’ (rig.)                                   | Marcatori |               |                      |  |

| Marsciano 15 gennaio 2012, ore 14:30 CEST 11ª giornata                                                       | ANSPI Marsciano | 0 – 6 referto                                                              | Siena |  |
| \| \| \| \| \| \| Marcatori \| 6’ 74’ Frizza 43’ Migliorini 50’ Marraccini 59’ Di Camillo Giada 61’ Ricci \| |                 |                                                                            |       |  |
| |                 |                                                                            |       |  |
| | Marcatori       | 6’ 74’ Frizza 43’ Migliorini 50’ Marraccini 59’ Di Camillo Giada 61’ Ricci |       |  |

| Uopini 22 gennaio 2012, ore 14:30 CEST 12ª giornata                                         | Siena     | 3 – 3 referto                   | Grifo Perugia |  |
| \| \| \| \| \| Migliorini 67’ Frizza 82’ \| Marcatori \| 11’ Saravalle 27’ 61’ Mortolini \| |           |                                 |               |  |
|                                                                                             |           |                                 |               |  |
| Migliorini 67’ Frizza 82’                                                                   | Marcatori | 11’ Saravalle 27’ 61’ Mortolini |               |  |

| Imola 29 gennaio 2012, ore 14:30 CEST 13ª giornata | Imolese   | 0 – 1     | Siena |  |
| \| \| \| \| \| \| Marcatori \| 79’ Ricci \|        |           |           |       |  |
|                                                    |           |           |       |  |
|                                                    | Marcatori | 79’ Ricci |       |  |

### Girone di ritorno
| Siena 11 marzo 2012, ore 15:00 CEST 14ª giornata                                                       | Siena     | 6 – 1 referto       | Spezia |  |
| \| \| \| \| \| Ballotti 12’ Frizza 43’ Ricci 83’ Migliorini 91’ \| Marcatori \| 51’ Baldi Santocchi \| |           |                     |        |  |
| |           |                     |        |  |
| Ballotti 12’ Frizza 43’ Ricci 83’ Migliorini 91’                                                       | Marcatori | 51’ Baldi Santocchi |        |  |

| Vignola 19 febbraio 2012, ore 15:00 CEST 15ª giornata     | Olimpia Vignola | 0 – 2 referto           | Siena |  |
| \| \| \| \| \| \| Marcatori \| 59’ Frizza 83’ Fambrini \| |                 |                         |       |  |
|                                                           |                 |                         |       |  |
|                                                           | Marcatori       | 59’ Frizza 83’ Fambrini |       |  |

| Uopini 26 febbraio 2012, ore 14:30 CEST 16ª giornata                                     | Siena     | 4 – 2 referto                  | Foligno |  |
| \| \| \| \| \| Migliorini 66’ Patu 33’ \| Marcatori \| 35’ Santucci 44’ (rig.) Donati \| |           |                                |         |  |
|                                                                                          |           |                                |         |  |
| Migliorini 66’ Patu 33’                                                                  | Marcatori | 35’ Santucci 44’ (rig.) Donati |         |  |

| Forlì 4 marzo 2012, ore 15:00 CEST 17ª giornata                                            | Olimpia Forlì | 0 – 4 referto                                            | Siena |  |
| \| \| \| \| \| \| Marcatori \| 13’ Frizza 21’ Ceci 25’ Di Camillo Giulia 32’ Migliorini \| |               |                                                          |       |  |
|                                                                                            |               |                                                          |       |  |
|                                                                                            | Marcatori     | 13’ Frizza 21’ Ceci 25’ Di Camillo Giulia 32’ Migliorini |       |  |

| Asciano 18 marzo 2012, ore 15:00 CEST 18ª giornata                    | Siena     | 3 – 1 referto | Packcenter Imola |  |
| \| \| \| \| \| Ceci 4’ Migliorini 88’ \| Marcatori \| 16’ Sisnaska \| |           |               |                  |  |
|                                                                       |           |               |                  |  |
| Ceci 4’ Migliorini 88’                                                | Marcatori | 16’ Sisnaska  |                  |  |

| Genova 25 marzo 2012, ore 15:00 CEST 19ª giornata                                 | Molassana Boero | 3 – 1 referto | Siena |  |
| \| \| \| \| \| Coppolino 90’ (rig.) Gambarotta 44’ \| Marcatori \| 45'+1’ Ceci \| |                 |               |       |  |
|                                                                                   |                 |               |       |  |
| Coppolino 90’ (rig.) Gambarotta 44’                                               | Marcatori       | 45'+1’ Ceci   |       |  |

| Ponte d'Arbia 1 aprile 2012, ore 15:00 CEST 20ª giornata          | Siena     | 1 – 2 referto        | Scalese |  |
| \| \| \| \| \| Frizza 86’ \| Marcatori \| 2’ Giatras 3’ Grilli \| |           |                      |         |  |
|                                                                   |           |                      |         |  |
| Frizza 86’                                                        | Marcatori | 2’ Giatras 3’ Grilli |         |  |

| Cagliari 25 aprile 2012, ore 15:00 CEST 21ª giornata                           | Cagliari  | 1 – 4 referto                     | Siena |  |
| \| \| \| \| \| Scalas 20’ \| Marcatori \| 35’ 55’ 75’ Migliorini 60’ Frizza \| |           |                                   |       |  |
|                                                                                |           |                                   |       |  |
| Scalas 20’                                                                     | Marcatori | 35’ 55’ 75’ Migliorini 60’ Frizza |       |  |

| Siena 22 aprile 2012, ore 15:00 CEST 22ª giornata                          | Siena     | 1 – 3 referto                  | Sestrese |  |
| \| \| \| \| \| Frizza 2’ \| Marcatori \| 30’ Paggetti 57’ 78’ Palombini \| |           |                                |          |  |
|                                                                            |           |                                |          |  |
| Frizza 2’                                                                  | Marcatori | 30’ Paggetti 57’ 78’ Palombini |          |  |

| Villacidro 29 aprile 2012, ore 15:00 CEST 23ª giornata | Villacidro Villgomme | 0 – 3 referto        | Siena |  |
| \| \| \| \| \| \| Marcatori \| Ceci Patu Migliorini \| |                      |                      |       |  |
|                                                        |                      |                      |       |  |
|                                                        | Marcatori            | Ceci Patu Migliorini |       |  |

| Siena 6 maggio 2012, ore 15:00 CEST 24ª giornata                                                           | Siena     | 7 – 1 referto | ANSPI Marsciano |  |
| \| \| \| \| \| Migliorini 67’ Ballotti 51’ Patu 62’ Presentini 84’ 78’ (aut.) \| Marcatori \| 32’ Nenna \| |           |               |                 |  |
| |           |               |                 |  |
| Migliorini 67’ Ballotti 51’ Patu 62’ Presentini 84’ 78’ (aut.)                                             | Marcatori | 32’ Nenna     |                 |  |

| Perugia 13 maggio 2012, ore 15:00 CEST 25ª giornata                                      | Grifo Perugia | 3 – 1 referto | Siena |  |
| \| \| \| \| \| Pedersoli 48’ Mortolini 56’ Natalizi 77’ \| Marcatori \| 6’ Migliorini \| |               |               |       |  |
|                                                                                          |               |               |       |  |
| Pedersoli 48’ Mortolini 56’ Natalizi 77’                                                 | Marcatori     | 6’ Migliorini |       |  |

| Siena 20 maggio 2012, ore 15:00 CEST 26ª giornata          | Siena     | 1 – 1 referto | Imolese |  |
| \| \| \| \| \| Fambrini 58’ \| Marcatori \| 21’ Cimatti \| |           |               |         |  |
|                                                            |           |               |         |  |
| Fambrini 58’                                               | Marcatori | 21’ Cimatti   |         |  |

### Play-Off Promozione Serie A

#### Tabellone
|  | Semifinali     | Semifinali     | Semifinali |       |              | Finale       | Finale | Finale |  |
|  |                |                |            |       |              |              |        |        |  |
|  | Fiamma Monza   | Fiamma Monza   | 3          |       |              |              |        |        |  |
|  | Fiamma Monza   | Fiamma Monza   | 3          |       |              |              |        |        |  |
|  | Südtirol Vintl | Südtirol Vintl | 1          |       |              |              |        |        |  |
|  | Südtirol Vintl | Südtirol Vintl | 1          |       | Fiamma Monza | Fiamma Monza | 0      |        |  |
|  |                |                |            |       | Fiamma Monza | Fiamma Monza | 0      |        |  |
|  |                |                | Siena      | Siena | 1            |              |        |        |  |
|  | Siena          | Siena          | Siena      | Siena | 1            | 1 (7)        |        |        |  |
|  | Siena          | Siena          |            |       |              |              |        |        |  |
|  | Res Roma       | Res Roma       | 1 (6)      |       |              |              |        |        |  |

#### Semifinale
| Arbitro: | Marotta (Sapri) |

|                                                                                               |                      |                                                                                              |
| Marraccini 100’                                                                               | Marcatori            | 103’ Villani                                                                                 |
| Migliorini Patu Pitzus Gia. Di Camillo Frizza Ricci Fambrini Ceci Ballotti Marraccini Mazzola | Tiri di rigore 6 – 5 | Nagni Cortelli Villani Lavopa Ceccarelli Fracassi Corradino Biasotto Mancini Pipitone Colini |

#### Finale
| Arbitro: | Gualtieri (Asti) |

|  |           |                |
|  | Marcatori | 66’ Migliorini |

### Coppa Italia

#### Primo turno
| Siena 25 settembre 2011, ore 15:30                             | Siena     | 1 – 2 referto | Firenze | Stadio Bruno Ceccarelli (Cerchiaia) (365 spett.) |
| \| \| \| \| \| Migliorini 42’ \| Marcatori \| 5’ 93’ Guagni \| |           |               |         |                                                  |
|                                                                |           |               |         |                                                  |
| Migliorini 42’                                                 | Marcatori | 5’ 93’ Guagni |         |                                                  |

## Statistiche

### Statistiche di squadra
Aggiornato al 18 giugno 2014

| Competizione        | Punti | In casa | In casa | In casa | In casa | In casa | In casa | In trasferta | In trasferta | In trasferta | In trasferta | In trasferta | In trasferta | Totale | Totale | Totale | Totale | Totale | Totale | DR  |
| Competizione        | Punti | G       | V       | N       | P       | Gf      | Gs      | G            | V            | N            | P            | Gf           | Gs           | G      | V      | N      | P      | Gf     | Gs     | DR  |
| ------------------- | ----- | ------- | ------- | ------- | ------- | ------- | ------- | ------------ | ------------ | ------------ | ------------ | ------------ | ------------ | ------ | ------ | ------ | ------ | ------ | ------ | --- |
| Serie A2            | 58    | -       | -       | -       | -       | -       | -       | -            | -            | -            | -            | -            | -            | 26     | 18     | 4      | 4      | 83     | 27     | +56 |
| Play-off promozione | -     | -       | -       | -       | -       | -       | -       | -            | -            | -            | -            | -            | -            | 2      | 1      | 1*     | 0      | 2      | 1      | +1  |
| Coppa Italia        | -     | 1       | 0       | 0       | 1       | 1       | 2       | -            | -            | -            | -            | -            | -            | 1      | 0      | 0      | 1      | 1      | 2      | -1  |
| Totale              | -     | -       | -       | -       | -       | -       | -       | -            | -            | -            | -            | -            | -            | 29     | 19     | 5      | 5      | 86     | 30     | +56 |

- Secondo la Normativa FIFA, le gare terminate in parità alla fine dei tempi regolamentari e decisesi ai supplementari o ai rigori sono da considerarsi pareggi ai fini statistici; inoltre, i gol realizzati o subiti ai tiri di rigore non vanno registrati come gol fatti o subiti.